# I successi di Miguel Bosé
I successi di Miguel Bosé è una doppia raccolta di successi (intitolata quasi come la raccolta singola del 1993, "I grandi successi di Miguel Bosé"), immessa sul mercato italiano, nel 2002, dalla Sony/Columbia, che aveva assimilato la CBS, acquisendo, di conseguenza, tutti i diritti relativi ai dischi pubblicati, in Italia, da Miguel Bosé per la sua prima etichetta, tra il 1978 e il 1984. La raccolta doppia non contiene, ovviamente, nulla della produzione italiana post-1985 del cantante spagnolo, realizzata invece con la sua nuova casa discografica, la WEA. La quasi omonima raccolta singola, "I grandi successi di Miguel Bosé", pubblicata dalla CBS, nel 1993, indubbiamente discutibile, in quanto a selezione delle tracce, era risultata comunque interessante, almeno per due motivi: sia per il fatto che proponeva, per la prima volta, 16 brani di Miguel Bosé, più o meno noti, in formato CD, sia perché includeva l'introvabile singolo isolato Anna, del 1978, non inserito, fino ad allora, in nessun album. Questo fatto, pur alimentando il mito che tipicamente si sviluppa attorno ai dischi rari, non aveva di certo giocato a favore della canzone, che aveva finito col cadere in un dimenticatoio forzato, più per mancanza di supporti materiali adeguati, che ne tramandassero il ricordo nel tempo, piuttosto che per demeriti propri del pezzo stesso. Analogamente alla collection del 1993, dal titolo quasi identico (che, tra l'altro, con il suo formato CD, al passo coi tempi, era andata di fatto a sostituire l'omonima raccolta in vinile del 1988, ben presto divenuta un rarissimo e ricercato esemplare fuori-catalogo), che risultava interessante per i motivi di cui sopra, ragioni simili renderanno appetibile, in séguito, la doppia raccolta in CD, pubblicata dalla Sony/Columbia, nel 2002, pur scadendo quest'ultima nel tentativo, tra l'altro per nulla celato, di capitalizzare sul ritrovato successo di Miguel. L'artista, infatti, è in quel periodo alla conduzione, per Mediaset, del reality show "Operazione Trionfo"; ancora forte della sua terza vittoria al Festivalbar, del grande plauso ricevuto dai suoi due album di inediti (a metà degli anni '90) e dalla esaustiva raccolta di successi (nel 1999), proprio in quello stesso 2002, fa uscire la versione italiana di Morenamía - il brano è posto in apertura del nuovo album "Papito", del 2007, a testimoniare l'impatto che ha questo pezzo al primo ascolto.
I successi di Miguel Bosé ripropone inoltre, per la prima volta, diversi brani dal dimenticato LP del 1983, quello sfortunato "Milano-Madrid", passato alla storia soltanto per la grafica pop art di copertina, realizzata dall'amico-mentore Andy Warhol. La raccolta singola della CBS, del 1993, "I grandi successi di Miguel Bosé", aveva riproposto di quel lavoro soltanto un brano di dubbio valore, Gente come noi, forse non il più brutto, ma certamente né il più bello, né il più noto. E almeno due sono le tracce che avrebbero potuto prenderne il posto: Non siamo soli e Angeli caduti, che si distinguevano dal resto del lavoro, sia per la loro bellezza intrinseca che nel paragone con le altre canzoni del 33, sia per il fatto che Non siamo soli uscì anche come singolo, per promuovere l'intero album, mentre Angeli caduti godette della pubblicità che di solito si riserva alla promozione di un 45 giri vero e proprio. Queste due canzoni erano, di fatto, più famose degli altri brani dell'album del 1983, un lavoro che, forse di per sé non brillantissimo, ebbe comunque la sua più grande sfortuna nel doversi addossare la responsabilità di costituire il séguito di una hit clamorosa quale Bravi ragazzi (mega-successo con il quale, ricordiamo, Bosé aveva vinto, per la seconda volta, il Festivalbar, nel 1982).
In ogni caso, I successi di Miguel Bosé non solo riabilita "Milano-Madrid", ma riserva addirittura un trattamento di favore all'album, unico a vantare sei brani inseriti nella collection, di contro ai cinque tratti da ciascuno degli altri LP di inediti ("Chicas!", "Miguel", "Singolo", "Bandido"). La prima raccolta del 1982, quella intitolata "Bravi ragazzi - I grandi successi di Miguel Bosé", conteneva infatti soltanto tre inediti (oltre alla parziale title track, c'era il Lato B del singolo di Bravi ragazzi, Sono amici, e la cover di Buonanotte fiorellino, di Francesco De Gregori), mentre Anna era uscita in Italia come singolo isolato (la canzone era stata inserita, per la prima volta, in un album italiano di Miguel proprio in occasione della pubblicazione della raccolta singola del 1993, di cui sopra). Così, si ha la possibilità di riascoltare Concerto, A che serve la notte (Lato B del 45 giri Non siamo soli), ed Io, te tutti gli amici, oltre alla riproposta di Gente come noi (già nella raccolta singola del 1993), e finalmente i due brani portanti del lavoro, Non siamo soli e Angeli caduti, i quali non figureranno invece nel "Best of Miguel Bosé" del 1999. Quest'ultimo è il Greatest Hits più completo, che raccoglie tutti i brani più famosi di Bosé, senza soluzione di continuità tra quelli pubblicati per la CBS/Sony/Columbia e quelli pubblicati per la WEA, includendo anche il lato A del 45 giri You can't stay the night, che, con il lato B Ce la fai (in retrospettiva - e già all'epoca, forse - diventata molto più popolare del brano principale) fu pubblicata come singolo per promuovere l'album del 1981, curiosamente intitolato appunto "Singolo" (il corrispondente album spagnolo si chiamava invece "Más allá", da uno dei pezzi che ne facevano parte - la versione italiana di questo brano, con il titolo di Al di là, che costituisce una delle tracce più belle di quel lavoro, la ritroviamo anche qui).
La doppia raccolta in CD I successi di Miguel Bosé è stata ristampata nell'estate del 2007, sull'onda del grandissimo successo ottenuto dall'album di duetti "Papito".

## Tracce
1. Bravi ragazzi 4:10 (Fabrizio, Morra) (Bravi ragazzi - I grandi successi di Miguel Bosé - 1982)
2. Anna 4:55 (Arbex) (Miguel Bosé (album Spagna) - 1978)
3. Ti amerò? 3:29 (Calderon, Bosé, Cogliati) (Miguel - 1980)
4. Ragazzo del mondo 4:50 (Aguilar, Negrini) (Singolo - 1981)
5. Signor padre 2:59 (Perales, Bosé, Cogliati) (Miguel - 1980)
6. Metropoli 3:50 (Felisatti, Vaona, Bosé, Negrini) (Singolo - 1981)
7. Sono amici 4:45 (Fabrizio, Morra) (Bravi ragazzi - I grandi successi di Miguel Bosé - 1982)
8. Super superman 3:37 (Bosé, Felisatti, Vaona) (Chicas! - 1979)
9. Miraggi 4:08 (Aldrighetti/Avogadro; Colombo/Battaglia/Schiappadori) (Bandido - 1984)
10. Odio vivere adagio 4:54 (Aldrighetti/Avogadro; Ameli/Colombo) (Bandido - 1984)
11. Al di là 3:42 (Dreau, Bosé, Negrini) (Singolo - 1981)
12. Invito a cena 3:37 (Perales, Bosé, Cogliati) (Miguel - 1980)
13. Concerto 3:28 (Morra, Fabrizio) (Milano-Madrid - 1983)
14. A che serve la notte 3:38 (Morra, Fabrizio) (Milano-Madrid - 1983)
15. Olympic games 3:07 (Cutugno, Bosé) (Miguel - 1980)
16. Siviglia 4:41 (Aldrighetti/Avogadro; Cossu) (Bandido - 1984)
17. Ce la fai 2:52 (Felisatti, Vaona, Bosé, Escolar, Negrini) (Singolo - 1981)
18. Indio 4:31 (Aldrighetti/Avogadro; Cossu/Ameli) (Bandido - 1984)
19. Più sexy 3:25 (Marquez, De Castro, Dapena, Negrini) (Singolo - 1981)
20. Non siamo soli 4:02 (Morra, Fabrizio) (Milano-Madrid - 1983)
21. Che sia 4:10 (Aldrighetti/Avogadro; Vanni/D'Onofrio/Battaglia/Schiappadori) (Bandido - 1984)
22. Io, te tutti gli amici 3:05 (Morra, Fabrizio) (Milano-Madrid - 1983)
23. Vote Johnny 23 3:45 (Bosé, Felisatti, Vaona) (Chicas! - 1979)
24. Buona notte fiorellino 1:48 (De Gregori) (Bravi ragazzi - I grandi successi di Miguel Bosé - 1982)
25. Gente come noi 4:50 (Morra, Fabrizio) (Milano-Madrid - 1983)
26. Pensa a me così 3:23 (Cogliati, Bosé, Felisatti, Vaona) (Chicas! - 1979)
27. Piccolo cigno 2:40 (Cogliati, Bosé, Arbex) (Chicas! - 1979)
28. Morire no 4:07 (Perales, Bosé, Cogliati) (Miguel - 1980)
29. Angeli caduti 4:28 (Morra, Fabrizio) (Milano-Madrid - 1983)
30. Credo in te 3:53 (Cogliati, Perales, Bosé) (Chicas! - 1979)

## Formazione/Musicisti/Staff/Produzione
- Miguel Bosé: voce
- per gli altri componenti vedi relativi album di Miguel Bosé